# Lemuria (belgická hudební skupina)
Lemuria byla belgická metalová kapela z Antverp založená v roce 1999 pod názvem Spinal Chill, pod nímž v témže roce vydala demo Demonic. V roce 2001 se přejmenovala na Lemuria, což je název bájného potopeného kontinentu Lemurie. Hrála mix folk metalu a black metalu.
V roce 2005 vyšlo debutové studiové album s názvem Tales, Ale and Fire. Celkem má kapela na svém kontě dvě dema, tři řadová alba a jedno živé album. Kapela se rozpadla v roce 2024.

## Diskografie

### Spinal Chill
Dema
- Demonic (1999)

### Lemuria
Dema
- The Vault of the Witness (2002)

Studiová alba
- Tales, Ale and Fire (2005)
- Chanson de la Croisade (2010)
- The Hysterical Hunt (2019)

Live alba
- Neither Death Nor Live (2024)